# Nestor Cerveró
Nestor  Cuñat Cerveró (Rio de Janeiro, 15 de agosto de 1951) é um engenheiro químico hispano-brasileiro, ex-diretor internacional da Petrobras, e ex-diretor financeiro da BR-distribuidora, que foi condenado por corrupção passiva e lavagem de dinheiro na Operação Lava Jato, a uma pena de doze anos e três meses de prisão. Exonerado do cargo após investigações desta operação.

## Biografia
Funcionário de carreira da Petrobras desde 1975, Cerveró se tornou um executivo de alto escalão em 2003 ao ser indicado ao cargo pela então ministra de Minas e Energia Dilma Rousseff, e pelo senador Renan Calheiros. Cerveró foi identificado como o autor de um relatório  que levou a empresa a adquirir, em 2006, a refinaria Pasadena Refinery System Inc situada nos Estados Unidos, negócio que, anos depois, trouxe um grande prejuízo à estatal. Segundo relato do comitê de auditoria da Petrobras, concluído em 24 de outubro de 2014, Nestor Cerveró teria omitido informações relevantes em apresentações à Diretoria Executiva e ao Conselho de Administração da empresa, que resultaram em "substanciais perdas financeiras para a Petrobras".
Após 2008, quando saiu da diretoria Internacional da Petrobras, Cerveró foi indicado pelo então presidente Luiz Inácio Lula da Silva e nomeado a diretor financeiro e de serviços de uma subsidiária da Petrobras, a BR Distribuidora. Em sua delação, Cerveró conta que Lula indicou seu nome para o cargo na BR Distribuidora “como reconhecimento da ajuda”, e rendeu ao delator um “sentimento de gratidão do PT”.

## Operação Lava Jato
Com os depoimentos dados na CPI da Petrobras, e para que fossem cumpridos os mandados de busca e apreensão e de prisões, foi implantada pela Polícia Federal em março de 2014, a chamada Operação Lava Jato. Cerveró foi preso em uma das ações desta operação, na madrugada do dia 14 de janeiro de 2015 ao retornar de Londres, no Aeroporto Internacional do Rio de Janeiro-Galeão.
Em 26 de maio de 2015, foi condenado a cinco anos de prisão em regime fechado por crime de lavagem de dinheiro. De acordo com a denúncia do Ministério Público Federal (MPF), Cerveró comprou um apartamento de luxo em Ipanema, no Rio de Janeiro, usando a empresa Jolmey, criada por ele e o uruguaio Oscar Algorta. O advogado de Cerveró, Edson Ribeiro, afirmou que iria recorrer da sentença. O MPF protocolou uma apelação pedindo uma pena maior, de nove anos e quatro meses, e que seja afastado de cargos ou funções públicas pelo dobro do tempo da pena.
Em 17 de agosto de 2015 a justiça condenou Nestor Cerveró e os lobistas Fernando Antônio Soares, conhecido como Fernando Baiano e apontado como operador do PMDB no esquema de corrupção na Petrobras, e Júlio Camargo por corrupção e lavagem de dinheiro em uma das ações penais decorrentes da Operação Lava Jato, que investiga o pagamento de propina em contratos para compra de navios-sondas pela estatal. Somado à condenação de maio de 2015, Cerveró deve cumprir pena de 12 anos, três meses e dez dias de reclusão pelos crimes de corrupção e lavagem de dinheiro mais o pagamento de multa.
De acordo com a sentença proferida, ficou comprovada a movimentação de fluxo financeiro no exterior de valores da empresa Samsung, contratada pela Petrobras para fornecimento dos navios-sondas, para Júlio Camargo, que repassou parte do dinheiro para Fernando Baiano e Nestor Cerveró.

### Compra da refinaria Pasadena
Em 2006, a Petrobras pagou 360 milhões de dólares por 50% da refinaria Pasadena. Dois anos depois, a empresa brasileira e a belga Astra Oil, sócias no negócio, desentenderam-se e uma decisão judicial obrigou a estatal brasileira a comprar a parte que pertencia à Astra Oil. A aquisição da refinaria de Pasadena acabou custando 1,18 bilhão de dólares à Petrobras, mais de 27 vezes o que a Astra teve de desembolsar.
Em 22 de maio de 2014, Cerveró foi ouvido pela CPI que investigou a Petrobras no Senado Federal, conhecida como CPI da Petrobras.

#### Propina na compra da refinaria
Em depoimento após fechar acordo de delação premiada, Cerveró afirmou que funcionários da empresa Astra Oil e da estatal brasileira receberam um total de 15 milhões de dólares de propina pela compra da refinaria de Pasadena. O negócio acabou gerando prejuízo de quase 792 milhões de dóalres para a estatal, conforme o Tribunal de Contas da União (TCU).

### Prisão
Em 14 de janeiro de 2015, Nestor Cerveró foi preso pela Polícia Federal, em decorrência das investigações da Operação Lava Jato, acusado de envolvimento nos crimes investigados na Operação Lava Jato. Por meio de nota, o Ministério Público Federal informou que foi cumprido um mandado de prisão preventiva, pois "há indícios de que o ex-diretor continua a praticar crimes e se ocultará da Justiça".

### Condenação
Em maio de 2015, por decisão do juiz federal Sergio Moro, Nestor Cerveró foi condenado pela justiça, por corrupção passiva e lavagem de dinheiro, a uma pena de 12 anos e 3 meses de prisão.
No ano de 2015, Nestor Cerveró foi condenado a 5 anos de prisão por ter comprado um apartamento na rua Nascimento Silva, em Ipanema, no Rio de Janeiro, em 2009, com dinheiro de corrupção da Petrobras. Sergio Moro ressaltou que também existia risco de fuga do país, já que, Nestor Cerveró possuía um passaporte espanhol.
Em 30 de novembro de 2016, o relator, desembargador do Tribunal Regional Federal da 4ª Região (TRF4) João Pedro Gebran Neto decidiu pelo aumento da pena, aceitando o recurso do Ministério Público Federal. O voto dele foi acompanhado pela maioria. Com isto, Cerveró que havia sido condenado a 12 anos e 3 meses por Sérgio Moro, passou a ser condenado por 27 anos e 4 meses de reclusão. No entanto, ele cumpre a pena de acordo com os termos da delação premiada.

### Delação premiada
Em 18 de novembro de 2015, Cerveró fechou acordo de delação premiada, após sua defesa entregar evidências de que Delcídio do Amaral tentou fazer com que ele não firmasse colaboração com a justiça. Em sua delação, Cerveró acusa senadores de receber propina, entre eles Jader Barbalho (PMDB) e Renan Calheiros (PMDB). O dinheiro viria de contratos da Petrobras para a compra de navios-sonda.
Em 2 de junho de 2016, os depoimentos de Cerveró foram tornados públicos pelo Supremo Tribunal Federal, neles, afirmou à Justiça que a presidente afastada Dilma Rousseff mentiu quando disse que aprovou a compra da refinaria de Pasadena por não ter informações completas sobre o negócio. Cerveró disse supor que Dilma sabia que políticos do PT receberam propina para a compra da refinaria. Em depoimento à Procuradoria-Geral da República (PGR), afirmou que, em 2012, o senador Renan Calheiros o chamou em seu gabinete no Senado para reclamar da 'falta de propina'. Na ocasião, o presidente da casa era José Sarney (PMDB/AP).